# ジョン・ウォルター (1779年没)
ジョン・ウォルター（英語: John Walter、出生名ジョン・ロール（John Rolle）、1714年? – 1779年11月30日）は、グレートブリテン王国の政治家。1754年から1779年まで庶民院議員を務めた（トーリー党所属）。姓名はジョン・ロール・ウォルター（John Rolle Walter）とも表記される。

## 生涯
ジョン・ロール（1679年 – 1730年）とイザベラ・シャーロット・ウォルター（Isabella Charlotte Walter、第2代準男爵サー・ウィリアム・ウォルターの娘）の次男として、おそらく1714年に生まれた。兄（長男）に初代ロール男爵ヘンリー・ロールがおり、弟（四男）に同じく庶民院議員のデニス・ロールがいる。1729年9月2日にオックスフォード大学ニュー・カレッジに入学、1734年5月2日にM.A.の学位を修得、1749年4月14日にD.C.L.の学位を授与された。
1731年11月20日に母方のおじにあたる第4代準男爵サー・ロバート・ウォルターが死去するとその地所を継承し、姓をロールからウォルターに変えた。1750年8月17日に兄ヘンリーが死去すると、その地所を継承した。
1754年イギリス総選挙でエクセター選挙区から出馬した。エクセターでは地方自治体（corporate）が選挙区を支配しており、地方自治体の選んだ候補者であるウォルターは無投票で当選した。1761年イギリス総選挙でも759票（得票数2位）で再選した。トーリー党所属とされ、1762年12月に七年戦争の予備講和条約を支持したほか、グレンヴィル内閣期（1763年 – 1765年、トーリー党政権）にも政府を支持、第1次ロッキンガム侯爵内閣期（1765年 – 1766年、ホイッグ党政権）では印紙法廃止に反対した。1768年イギリス総選挙で無投票で再選した後、1774年まで野党側で投票した。
1774年イギリス総選挙でも無投票で再選したが、1776年にデヴォン選挙区の補欠選挙に出馬するために辞任、補欠選挙でも無投票で当選して議員に復帰した。以降も野党側で投票することが多かったが、議会で演説した記録はなかった。
1779年11月30日に生涯未婚のまま死去した。遺産は弟デニスが継承した。